# Площа Ніколи Шубича Зринського
Площа Ніколи Шубича Зринського (хорв. Trg Nikole Šubića Zrinskog, популярна народна назва Зринєвац / Zrinjevac) — площа і парк у столиці Хорватії місті Загребі.
Майдан розташований у центральній частині Загреба, у Нижньому місті (Доні Град), поблизу центральної площі бана Єлачича, на півдорозі до головного залізничного вокзалу. Це частина так званої «Зеленої підкови» (хорв. Zelena potkova), або «підкови Ленуцці» (хорв. Lenucijeva potkova), що складається із семи площ у загребському Нижньому місті. Площа майдану — 12 540 м².
У південній частині Зринєваца встановлені погруддя видатних діячів і вихідців з хорватського народу: Ю. Кловича, А. Медулича, Ф. К. Франкопана, Н. Юрішича, І. Кукулевича-Сакцинського та Івана Мажуранича.
У середині парку розташований музичний павільйон, побудований у 1891 році.
Низка важливих установ знаходиться в будинках навколо Зринєваца:
- з північного боку — Верховний суд Хорватії;
- із західного боку — Загребський археологічний музей;
- з південного боку — Хорватська академія наук і мистецтв;
- зі східного боку — Міністерство закордонних справ та європейської інтеграції Республіки Хорватії та Загребський окружний суд.